# ¿Quién Mató a Quién?
Who Killed Who? (¿Quién mató a quién?) es un cortometraje animado de 1943 de Metro-Goldwyn-Mayer (MGM), dirigido por Tex Avery. La caricatura es una parodia de las historias de tipo whodunit y emplea muchos clichés del género de humor.

## Trama
Un anfitrión de acción real (Robert Emmett O'Connor) abre con una advertencia de la naturaleza de la caricatura, a saber, que el cortometraje está orientado a demostrar que «detrás de la sombra de la duda, el crimen no paga».
La historia comienza cuando la víctima (doblado por Kent Rogers haciendo una idea de Richard Haydn), presumiblemente el dueño de una mansión muy grande, está leyendo un libro basado en la misma caricatura en la que está. Asustado, se reflexiona que, según el libro , está a punto de ser «aniquilado». Alguien lanza una carta adjunta a un cuchillo diciéndole al maestro que va a morir a las 11:30. Cuando él objeta diciendo: «No puedo morir a las 11:30», otra carta le informa de que el tiempo ha sido movido a las 12:00. Fiel al estilo, un misterioso asesino en un manto negro pesado pronto dispara con una pistola (bastante grande), dejándolo muerto (aunque qué tan muerto es una cuestión de discusión), y un oficial de policía (la voz de Billy Bletcher, inspirada en los personajes retratados en el cine por Fred Kelsey), inmediatamente comienza a investigar. Después de investigar las instalaciones y el personal, el oficial persigue largamente al verdadero asesino. Aunque la mansión está llena de muchos obstáculos surrealistas y las trampas explosivas que retrasan y obstaculizan al oficial, finalmente lo desenmascara, revelando que es el anfitrión de la secuencia de apertura, que confiesa: «I dood it!» («Yo lo hice»), antes de estallar en lágrimas.